# دانشگاه ای‌ای‌بی
دانشگاه ای‌ای‌بی (به لاتین: AAB University) یک دانشگاه در کوزوو است که در پریشتینا واقع شده‌است.